# Toanimatang Teraoi
Toanimatang "Tony" Teraoi (ur. 16 października 1926 w Talyimaiaki na wyspie Butaritari, zm. 21 marca 1987) – kiribatyjski polityk. 
Reprezentant okręgu Butaritari. W latach 1979–1982 członek kiribatyjskiego parlamentu.
Zmarł na cukrzycę.